# Carlos Galeana
Carlos Alberto Galeana Irra (ur. 21 grudnia 1988 w Tecpán de Galeana) – meksykański piłkarz występujący na pozycji środkowego obrońcy.

## Kariera klubowa
Galeana jest wychowankiem klubu Deportivo Toluca, lecz jeszcze zanim dołączył do treningów pierwszej ekipy spędził rok w drugoligowych rezerwach drużyny – Atlético Mexiquense. Do seniorskiego zespołu został włączony w wieku dwudziestu jeden lat przez szkoleniowca José Manuela de la Torre i pierwszy raz wystąpił w nim w rozgrywkach InterLigi, jednak w meksykańskiej Primera División zadebiutował dopiero 26 lipca 2009 w wygranym 4:3 spotkaniu z Guadalajarą. W wiosennym sezonie Bicentenario 2010 zdobył z Tolucą tytuł mistrza Meksyku, lecz pozostawał głębokim rezerwowym swojej ekipy, zaś w jesiennych rozgrywkach Apertura 2012 zanotował wicemistrzostwo kraju, ani razu nie pojawiając się jednak na boisku. W lipcu 2013 na zasadzie półrocznego wypożyczenia zasilił drugoligowy klub Lobos BUAP z miasta Puebla, lecz tam również nie potrafił wywalczyć sobie miejsca w pierwszym składzie.
| Sezon     | Klub                | Kraj   | Rozgrywki  | Mecze | Bramki |
| --------- | ------------------- | ------ | ---------- | ----- | ------ |
| 2008/2009 | Atlético Mexiquense | Meksyk | Ascenso MX | 27    | 1      |
| 2009/2010 | Deportivo Toluca    | Meksyk | Liga MX    | 8     | 0      |
| 2010/2011 | Deportivo Toluca    | Meksyk | Liga MX    | 2     | 0      |
| 2011/2012 | Deportivo Toluca    | Meksyk | Liga MX    | 0     | 0      |
| 2012/2013 | Deportivo Toluca    | Meksyk | Liga MX    | 0     | 0      |
| 2013/2014 | Lobos BUAP          | Meksyk | Ascenso MX | 1     | 0      |
| 2015/2016 | Celaya FC           | Meksyk | Ascenso MX | 32    | 0      |
| 2016/2017 | Celaya FC           | Meksyk | Ascenso MX | 18    | 0      |
| 2017/2018 | Celaya FC           | Meksyk | Ascenso MX | 7     | 0      |
| 2018/2019 | Celaya FC           | Meksyk | Ascenso MX | 13    | 0      |
| 2018/2019 | Venados FC          | Meksyk | Ascenso MX | 7     | 0      |
| 2019/2020 | Venados FC          | Meksyk | Ascenso MX | 8     | 0      |